# United Nations International Police Task Force
United Nations International Police Task Force (UNIPTF) var en enhet inom FN:s fredsbevarande insats i det forna Jugoslavien mellan 1996 och 1998. Den rättsliga grunden för utbyggnaden var FN:s resolution 1107.